# 植松有信
植松 有信（うえまつ ありのぶ、1759年1月2日 - 1813年7月17日）は、江戸時代後期の国学者、板木師。
尾張藩士の家に生まれたが、父が解任されたため、板木師として生計を立てた。本居宣長『古事記伝』等の出版に関わり、宣長門下で構成されるいわゆる名古屋社中の世話役を務めた。養子植松茂岳は尾張藩士に復帰し、明倫堂教授を務めた。

## 生涯

### 生い立ち
宝暦8年（1759年）12月4日未の刻、尾張藩士植松信貞と側室松栄院の子として生まれた。幼名は市九郎、後に忠兵衛。安永3年（1774年）2月1日父が金方納戸勤務中の借金あるいは上納金の滞納とされる理由で牢人となり、一家は幅下の屋敷を追放された。
天明2年（1782年）5月田中道麿から借用したと思われる本居宣長『万葉集玉の小琴』を写しており、この頃から国学に接していたことがわかる。
天明5年（1785年）1月22日父の病死後、縁戚の大原平兵衛方に預けられたが、平兵衛の斡旋で借家に住み、母と兄弟を呼び寄せた。一家の生計を立てるため、これ以前に京都で覚えたという板木彫刻の仕事を始めたが、この頃横井千秋等により本居宣長の大著『古事記伝』の出版計画が持ち上がったこととの関係が想像される。

### 名古屋社中での活動
寛政元年（1789年）3月松坂から本居宣長が名古屋に来訪すると、27日木田行に随行した際正式に入門し、『本末歌』注解の蔵版を確約した。『本末歌』の件は実行されなかったが、その後『古事記伝』と平行して宣長の他著の出版に携わり、松坂の宣長と頻繁に書簡を交わした。
寛政4年（1792年）3月7日から24日まで宣長の名古屋再訪した際、宿を提供し、信頼関係を深めた。寛政5年（1793年）宣長が上京の帰途名古屋を再訪した際、松坂まで随行し、5月まで滞在した。
寛政6年（1794年）4月8日桑名町からの大火で家が半焼し、板下の一部を失った。この頃多忙となった鈴木真実に代わり名古屋社中の世話役を務めるようになった。
寛政8年（1796年）3月江戸、8月京都を訪れたが、目的は不明。寛政11年（1799年）8月にも京都を訪れたが、『神代紀髻華山蔭』出版関係の用事と思われる。

### 宣長との旅行と別れ
享和元年（1801年）1月宣長の滞在する和歌山に行き、同宿した、2月3日感応寺を訪問した後、2月23日宣長と出発し、大坂、奈良を巡り、3月1日松坂に到着した。
到着後間もなく宣長と京都へ出発し、3月30日到着、三十三間堂、清水寺、城戸千楯宅、日野資枝宅、泉湧寺等を訪れ、6月17日名古屋に帰った。
帰宅後間もない8月28日宣長の危篤を聞き、松坂に急行したが間に合わず、死を悼んだ後帰宅し、本居春庭門下に入った。宣長死後も引き続き『古事記伝』の出版に励んだ。

### 死後
文化10年（1813年）6月20日死去し、菩提寺の門前町称名院に葬られた。
昭和20年（1945年）名古屋大空襲により植松家の墓は妻伊勢のものを除いて直撃弾により破壊され、平和公園称名院霊苑に再建された。

## 板下に関わったと思われる出版物
- 『玉かつま』[33]
- 『古今集遠鏡』[34]
- 『手まくら』[35]
- 『新古今集美濃の家裹折添』[36]
- 『出雲国造神寿後釈』[37]
- 『天祖都城弁々』[38]
- 『源氏物語玉の小櫛』[39]
- 『鈴屋集』[40]
- 『うひ山ぶみ』[41]
- 『地名字音転用例』[42]
- 真福寺本『将門記』[43]
- 『枕の山』[44]
- 『後撰集詞のつかね緒』[45]
- 『続紀歴朝詔詞解』[46]
- 『くず花』[47]
- 『古事記頒題歌集』[48]
- 『詞の八衢』[49]
- 『古事記伝目録』[50]

## 著書
- 『宇飛冠』 - 国学初学者用の入門書[51]。
- 『和歌山随行記』 - 享和元年（1801年）和歌山に行き、宣長と上方を巡った時の記録[52]。
- 『松蔭日記』- 寛政11年（1799年）1月から寛政12年（1800年）までの日記[53]。
- 『山室日記』 - 享和元年（1801年）師宣長の墓に詣でた時の日記[54]。
- 『今ひとしほ』 - 享和2年（1802年）1月1日から5月3日までの日記[55]。
- 『長閑日記』 - 文化4年（1807年）初から4月7日までの日記[56]。
- 『土佐日記冠註』 - 散佚[57]。
- 『形喰草』 - 散佚[57]。

## 植松家

### 先祖
- 植松雅明 - 今川氏真に仕え、駿河国石田に住んだ[58]。
- 植松信雅 - 武蔵国忍城主松平忠吉に仕えた。関ヶ原の戦い後清洲藩転封に従い、徳川義直の下で大坂の陣に参加した[59]
- 植松信綱 - 左右田与七郎二男。寛文元年（1661年）12月没[60]。
- 植松信郡（好） - 元禄16年（1703年）1月没[61]。
- 植松信久 - 信郡六男。延宝2年（1674年）生。享保15年（1730年）1月5日没[62]。
- 植松信貞 - 信久二男。享保7年（1722年）生。御馬廻の後浪人。天明5年（1785年）1月22日没[4]。

代々九郎兵衛、庄左衛門を通称した。菩提寺は忍城時代から称名院<。

### 母
- 母：栄松院 - 青木氏。信貞側室[64]。文化13年（1816年）7月20日86歳で没[65]。
- 異母：冬光院 - 江尻吟水娘、佐久間十兵衛養娘[66]。信貞正室。安永4年（1775年）11月3日没[6]。

### 兄弟
- 姉：仙 - 早逝[64]。
- 兄：信景 - 幼名は庄之助。早逝[64]。
- 兄：元治郎 - 早逝[64]。
- 兄：竹三郎 - 早逝[64]。
- 姉：延 - 宝暦2年（1752年）1月21日生。栄松院腹。武藤安左衛門妻[64]。
- 姉：縁 - 宝暦2年（1752年）6月29日生。冬光院腹。生涯未婚[64]。文化14年（1817年）5月20日没[65]。
- 兄：聯芳 - 宝暦4年（1754年）5月3日生。栄松院腹。幼名は波吉[3]。一男佳太郎を儲けた後出家し、文化元年（1804年）9月18日51歳で没[67]。
- 弟：友吉 - 宝暦11年（1761年）4月11日生[68]、明和元年（1764年）9月19日没[69]。
- 弟：鍋四郎 - 明和元年（1764年）9月10日生[69]、明和3年（1766年）10月16日没[70]。

### 妻子
- 伊勢 - 桜山左源太娘[3]。有信の死後閑月院と号し、天保13年（1842年）1月16日没[71]。
- 養子：植松茂岳。明倫堂教授。